# Lappnycklar
Lappnycklar (Dactylorhiza lapponica) räknades tidigare som en egen art av orkidéer i handnyckelsläktet. 

## Utseende
Lappnycklar är lätt att upptäcka när den blommar i sin naturliga miljö. Trots att den inte blir särskilt hög, 20–30 centimeter, har den starkt rosa blommor. Bladen är mörkgröna, avlånga, spetsiga och som regel fläckiga. 
Liksom de flesta andra handnyckelarterna kan lappnycklar vara svår att särskilja. Den liknar särskilt ängsnycklar och sumpnycklar, men skiljer sig från dessa genom att den är mindre, har intensivare färg och växer i fjälltrakter. 
Numera har man gjort om taxonomin i handnyckelsläktet och slagit ihop många arter. Då försvann lappnyckar som självständigt begrepp. Nu förs den till arten dubbelnycklar som har många underarter. En av de underarterna är sumpnycklar som även inbegriper de populationer som tidigare räknades som lappnycklar. 

## Förekomst i Norge
Lappnycklar kräver kalkrik myr för att fungera bra. Den är vanligast i fjälltrakter, men kan också förekomma i lägre områden. 